# Le Crime d'Antoine

Le Crime d'Antoine est un film français réalisé par Marc Rivière, sorti en 1989.

## Synopsis
Antoine a perdu sa femme Léa le soir même de leur mariage. Désespéré, il finit par rencontrer le parfait sosie de son épouse, qui est en réalité manipulée par un antiquaire sans scrupules.

## Fiche technique
- Réalisation : Marc Rivière
- Scénario : Marc Rivière d'après un roman de Dominique Roulet
- Image : Claude Agostini
- Musique : Charlélie Couture
- Montage : Jacques Witta
- Durée : 90 minutes
- Date de sortie : 28 juin 1989

## Distribution
- Catherine Wilkening : Léa
- Tom Novembre : Antoine
- Jacques Weber : Julien
- Patrick Timsit : Jean
- Stéphane Jobert : Marc
- Yves Robert : Pilou
- Cécile Benlolo : Lili
- François Toumarkine : Jarny
- Lillemour Jonsson : Schiazke
- Anne Thorson : Gréta
- Philippe Beglia : Le maire
- Mado Maurin : La voisine
- Henri Boyer : Le clown
- Jean-Yves Coquil : Francis

## Distinctions
- Prix de la critique au Festival du film policier de Cognac